# Razija Mujanović
Razija Mujanović, po mężu Brčaninović, obecnie Gibanica (ur. 15 kwietnia 1967 w Čeliciu) – bośniacka koszykarka, występująca na pozycji środkowej, reprezentantka Jugosławii oraz Bośni i Hercegowiny, olimpijka,  multimedalistka międzynarodowych imprez sportowych, zaliczona do Koszykarskiej Galerii Sław FIBA.

## Osiągnięcia
Na podstawie, o ile nie zaznaczono inaczej.

### Drużynowe
- Mistrzyni:
  - Pucharu Europy Mistrzyń Krajowych/Euroligi (1989, 1992, 1994, 1995)
  - Jugosławii (1987, 1988, 1990)
  - Włoch (1993–1996)
- Wicemistrzyni:
  - Euroligi (1993, 1996)
  - Pucharu Ronchetti (1990)
- Brąz Pucharu Europy Mistrzyń Krajowych (1988)
- Zdobywczyni pucharu:
  - Jugosławii (1988)
  - Włoch (1993–1995)

### Indywidualne
- Europejska koszykarka sezonu Euroscar (1991, 1994, 1995)
- Zaliczona do Koszykarskiej Galerii Sław FIBA (2017)
- Liderka:
  - strzelczyń Euroligi (1992, 1994)
  - w zbiórkach:
    - Euroligi  (1992)
    - ligi hiszpańskiej (2002)

### Reprezentacja
Seniorek
- Mistrzyni:
  - igrzysk śródziemnomorskich (1993)
  - Europy dywizji B (2007)
- Wicemistrzyni:
  - olimpijska (1988)
  - świata (1990)
  - Europy (1987, 1991)
- Uczestniczka:
  - mistrzostw Europy (1985 – 5. miejsce, 1987, 1991, 1997 – 12. miejsce)
  - kwalifikacji do:
    - mistrzostw Europy (1997, 1999)
    - igrzysk olimpijskich (1988)
- Liderka:
  - strzelczyń mistrzostw Europy (1991)
  - Eurobasketu w skuteczności rzutów z gry (1997 – 61,4%)[4]

Młodzieżowe
- Mistrzyni:
  - uniwersjady (1987)
  - Europy U-18 (1984)
- Wicemistrzyni:
  - Europy U-18 (1986)
  - Europy U-16 (1982)
- Brązowa medalistka:
  - uniwersjady (1985)
  - mistrzostw świata U-19 (1985)
- Uczestniczka mistrzostw Europy:
  - U-18 (1983 – 4. miejsce, 1984)
  - U-16 (1982, 1984 – 8. miejsce)